# Anne-Louise Le Jeuneux

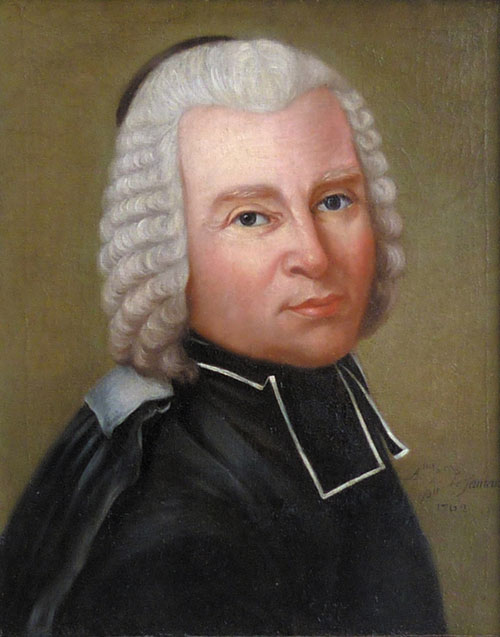
Portrait de Nicolas-Louis de Lacaille par Anne-Louise Le Jeuneux, 1762

Anne-Louise Le Jeuneux, appelée aussi Lejeuneux ou Jeuneux, plus tard Baudin de La Chesnaye (décédée à Paris le 22 avril 1794), est une peintre française.

## Biographie
Anne-Louise Le Jeuneux est mentionnée pour la première fois en 1755, lorsqu'elle réalise une carte du ciel de l'hémisphère austral d'après les observations de l'astronome Nicolas-Louis de Lacaille, aujourd'hui conservée dans les collections de l'Observatoire de Paris. Elle peint également le portrait de l'astronome en 1762. Plusieurs des lettres envoyées par La Caille lors de son expédition au Cap de Bonne-Espérance mentionnent Anne-Louise Le Jeuneux, ce qui témoigne de relations de confiance entre la peintre et l'astronome. 
Anne-Louise Le Jeuneux est sans doute la fille du commis des finances Jean-François Le Jeuneux, qui dispose d'un cabinet de curiosités à l'Hôtel de Chavigny et connait Benjamin Franklin. Anne-Louise Le Jeuneux tient un salon à l'Hôtel de Chavigny. 
En 1769, Anne-Louise Le Jeuneux épouse à Saint-Germain l'Auxerrois André Baudin de La Chesnaye, ou Chenaye (1732–1792), ancien mousquetaire et chevalier de Saint-Louis, commandant de la garde nationale de Paris en 1790, qui figure parmi les victimes des massacres de la prison de La Force en 1792.
Selon Lalande, Anne-Louise Le Jeuneux se serait noyée dans la Seine le jour du décret de bannissement des nobles par le Comité de salut public (27 germinal an II).